# 育成社會福利基金會
育成社會福利基金會是一個服務心智障礙者的非營利組織，位於台北市大安區建國南路一段319號2樓。秉持著『父母深情，永不放棄』的服務理念，對心智障礙者提供陪伴終身到老的服務。由台北市智障者家長協會的家長們與社會大眾為讓心智障礙者得到終身完善的服務，共同籌募基金而成立。1994年2月7日，向臺北市政府社會局申請立案。3月26日，成立育成殘障福利基金會。2001年8月9日，為擴大服務的領域，申請成為全國性基金會。

## 服務內容
1994年2月成立至今，接受政府委託與自行附設成立了20個發展中心及工作站，並運用專業人力以共同推動社區化的服務。在兒童服務方面，提供早期的療育之日間托育、部分時制、到宅療育；在成人服務方面，提供日間的生活訓練與職前訓練、庇護性就業服務、職業輔導評量服務、專業團隊服務及社區化就業輔導等，並依身心障礙者與該家庭的需求，提供親職講座、聯歡活動、家庭支持服務以及復康巴士服務。

## 服務項目
- 新北市復康巴士服務：為行動不便人士提供的無障礙之交通服務，主要接送大台北地區的往返。

## 外部連結
- 財團法人 育成社會福利基金會 （页面存档备份，存于）
- 育成社會福利基金會的Facebook專頁